# Fritz Geyer (Maler)

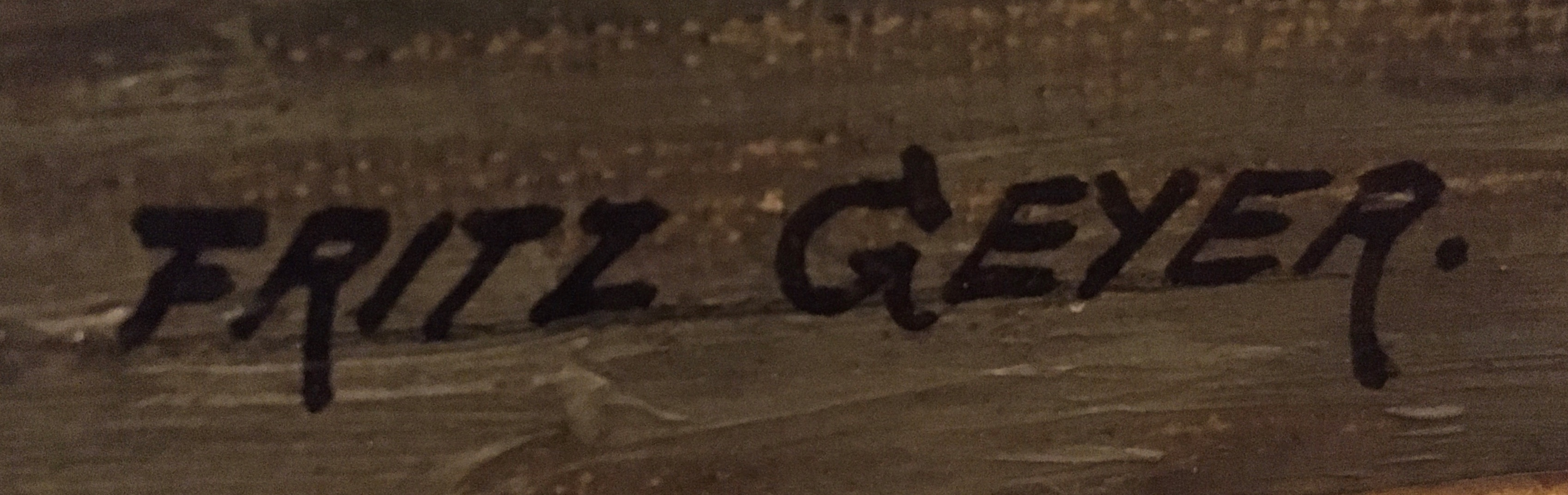
Fritz Geyer (Maler) Signatur

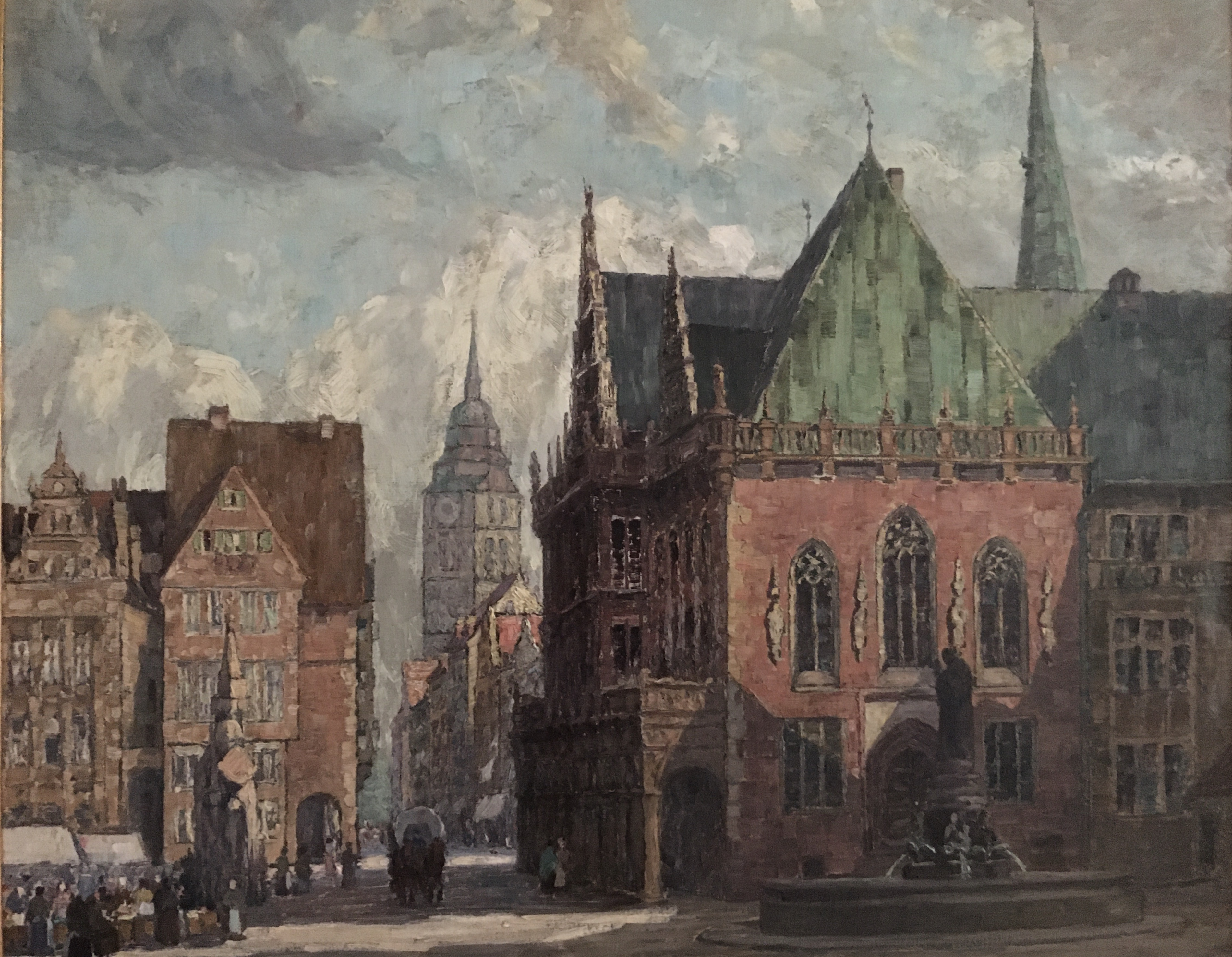
Sicht auf den Turm der alten St.-Ansgarii-Kirche in Bremen, vor 1931.

Friedrich Michael Johann Geyer, genannt Fritz Geyer, (* 12. Februar 1873 in Nürnberg; † 24. April 1949 in Seebruck am Chiemsee) war ein deutscher Maler, Radierer und Lithograf.

## Leben
Geyer wurde als eines von drei Kindern des Kupferstechers, Radierers und Malers Leonhard Geyer und der Wilhelmine Geyer, geb. Lechler, geboren. Im Jahr 1884 zog die Familie von Nürnberg nach Berlin, wo Leonhard Geyer die Fachklasse für Kupferstich und Radierung an der Unterrichtsanstalt des Königlichen Kunstgewerbemuseums in Berlin übernahm, an der Fritz ab 1881 Unterricht nahm. Von 1894 bis 1897 war er Meisterschüler an der Akademie der Künste, zuletzt in der Landschaftsklasse von Eugen Bracht (1842–1921). Als Bracht nach Dresden wechselte, blieb Geyer in Berlin. Unter der Bezeichnung Landschaftsmaler begegnet er 1901 im Adressbuch der Stadt. Von 1904 bis 1910 lebte und arbeitete Geyer im Stadtteil Wilmersdorf, bis 1914 war er in Charlottenburg gemeldet, und zog dann 1915 nach Steglitz, wo er bis 1943 ansässig blieb. Dort war er Teil der Malerkolonie Steglitz. Am 19. Oktober 1910 heiratete Geyer die Berlinerin Martha Hedwig Caroline Schulz (* 1879). Die Ehe blieb kinderlos. Während des Ersten Weltkriegs arbeitete Fritz Geyer als technischer Zeichner bei den Siemens-Schuckert-Werken in Berlin.
In der Zeit des Nationalsozialismus war Geyer Mitglied des nazistischen Frontkämpferbunds bildender Künstler und der Reichskammer der bildenden Künste. Für diese Zeit ist seine Teilnahme an 18 Ausstellungen sicher belegt, darunter 1937, 1940, 1942 und 1943 die Große Deutsche Kunstausstellung in München und 1939 und 1940 in Berlin die Frühjahrsausstellung des Frontkämpferbundes bildender Künstler. Im Zweiten Weltkrieg verlor Geyer durch Bombardierung im Spätherbst 1943 seine Wohnung in der Friedrichsruher Straße 25 und einen Großteil der Werke und verließ Berlin, um nach Seebruck am Chiemsee zu ziehen. Dort starb er am 24. April 1949 und wurde am 29. April auf dem Ostfriedhof in München bestattet. Später wurden seine sterblichen Überreste auf den Alten Friedhof in Titisee-Neustadt überführt. Das Grab ist nicht erhalten.

## Arbeit und Werke
Bei Eugen Bracht lernte Geyer das Malen von Landschaften im Stil des deutschen Impressionismus. Im Jahr 1897 nahm er erstmals mit zwei Werken an der Großen Berliner Kunstausstellung teil, auf der er bis 1934 fast jedes Jahr ausstellte.
In den Jahren nach dem Ersten Weltkrieg wurde er vom Landschaftsmaler zum Städtemaler und malte Städte und Ortschaften in ganz Deutschland. U. a. von Nürnberg, Würzburg, Bamberg, Bremen, Lübeck und Dortmund sind durch Geyers Werk Stadtansichten aus der Zeit vor ihrer endgültigen Zerstörung im Bombenkrieg erhalten. Wie die anderen Maler der Steglitzer Malerkolonie gehörte Geyer nicht zur berühmten Berliner Sezession um Max Liebermann. Die Berliner Zeitung charakterisierte die Steglitzer Maler als „Liebermänner aus der zweiten Reihe“.

## Mitgliedschaften
Im Jahr 1899 schlossen sich die ehemaligen Bracht-Schüler Fritz Geyer, Carl Kayser-Eichberg, August Achtenhagen, Felix Krause, Louis Lejeune, Theodor Schinkel und Hans Pigulla zum Märkischen Künstlerbund (MKB) zusammen. Von 1901 bis 1939 war Geyer Mitglied im Verein Berliner Künstler.

## Werke (Auswahl)
- Abendsonne (1897)
- Blick auf den See (1899)
- Burg in Nürnberg (1900)
- Seeufer (1901)
- Blick in den Oderbruch (1908)
- An der Elbe bei Meißen (1916)
- Merseburg (1916)
- Bamberger Rathaus (1917)
- Straßenbild aus Rostock (1925)
- Blumenmarkt in Bremen (1926)
- Bremen, am Rathaus (o. J.)
- Lübeck an der Trave (1928)
- Venedig, Scuola San Marco (1929)
- Schwäbisch Hall (1943)
- Dortmund, Alter Markt mit Bläserbrunnen
- „Aus Bamberg“, Blick auf die obere Pfarre, Bamberg (o. J.)

## Nachweise
1. ↑  Zimmerninkat, Feldmann: Wilhelm Blanke und die Malerkolonie Steglitz. Wilhelm-Blanke-Archiv, Berlin 2018, S. 121
2. ↑  Zimmerninkat, Feldmann (2018), S. 121
3. ↑  Zimmerninkat, Feldmann (2018), S. 22
4. ↑  Zimmerninkat, Feldmann (2018), S. 122
5. ↑  Martin Papenbrock, Gabriele Saure (Hrsg.): Kunst des frühen 20. Jahrhunderts in deutschen Ausstellungen. Teil 1. Ausstellungen deutsche Gegenwartskunst in der NS-Zeit. VDG, Weimar, 2000
6. ↑  Adressbuch 1943
7. ↑  Zimmerninkat, Feldmann (2018), S. 123
8. ↑  Zimmerninkat, Feldmann (2018), S. 124
9. ↑  Zimmerninkat, Feldmann (2018), S. 124
10. ↑  Zimmerninkat, Feldmann (2018), S. 122
11. ↑  Zimmerninkat, Feldmann (2018), S. 24